# Кристина Янда
Кристина Іоланта Янда (пол. Krystyna Jolanta Janda, нар. 18 грудня 1952) — польська акторка кіно і театру, сценаристка та кінорежисерка.

## Біографія
У 1975 році закінчила Державну вищу театральну школу у Варшаві. Дебютувала на сцені у 1976 році в комедії Олександра Фредро «Дівочі обітниці», на екрані — у фільмі Анджея Вайди «Людина з мармуру» (1977, премія Збігнєва Цибульського за найкращий дебют).
Виступала в п'єсах Евріпіда, Расіна, Чехова, Стріндберга, Теннессі Вільямса, Олбі. Знімалася в Німеччині, Франції, Болгарії, серед іншого — у таких майстрів, як Анджей Вайда, Кшиштоф Зануссі, Кшиштоф Кесльовський, Анджей Жулавський, Агнешка Голланд, Пйотр Шулькін, Іштван Сабо, Ів Буассе.
В 1974—1979 роках була одружена з актором Анджеєм Северином, дочка — акторка Марія Северин. Другий шлюб в 1981—2008 роках з кінооператором Едвардом Клосинським, сини Адам і Анджей.

## Книги
Автор кількох мемуарів і автобіографічних книг:
- Moja droga B. Warszawa: Wydawn. W. A. B., 2000
- Różowe tabletki na uspokojenie. Warszawa: W. A. B., 2002.
- Www.małpa.pl. Warszawa: Wydawn. W. A. B., 2004.
- Www.małpa2.pl. Warszawa: Wydawn. W. A. B., 2005.

## Визнання

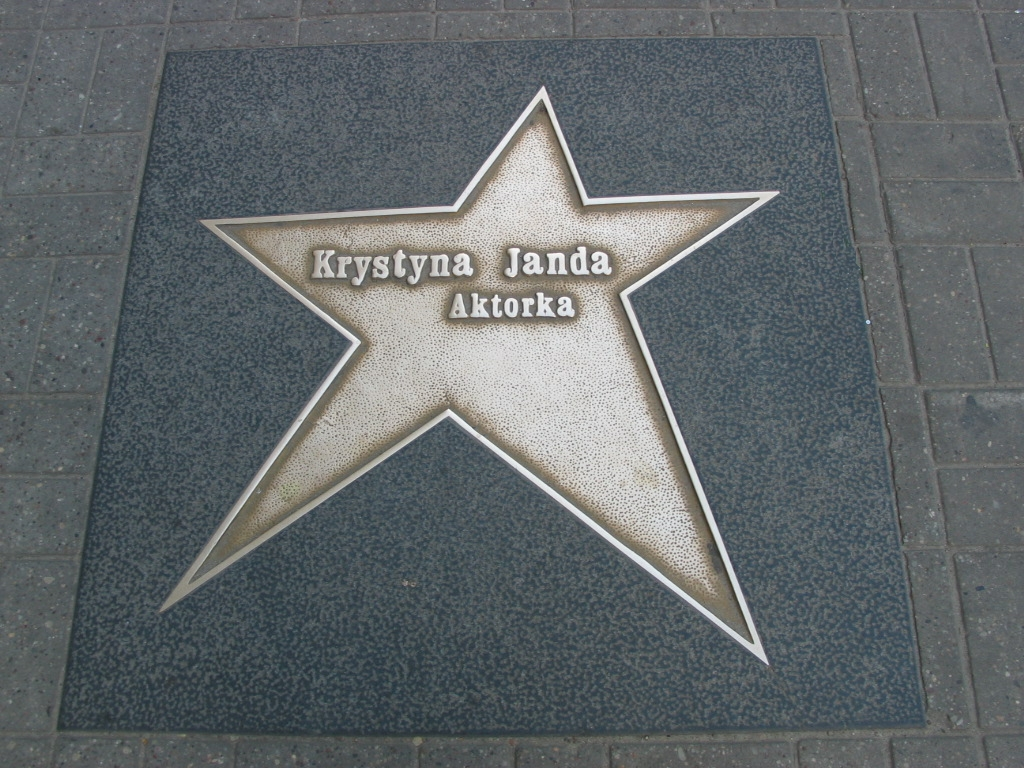
Зірка Христини Янди на «Алеї зірок» в Лодзі

Премія за акторську майстерність на фестивалі фантастичних фільмів в Трієсті (1981), приз за кращу жіночу роль Каннського фестивалю (1990), «Срібна мушля найкращій акторці» на кінофестивалі у Сан-Себастьяні (1992), медаль Карла Великого європейських медіа (2006), безліч національних нагород.

## Вибрана фільмографія
| Рік  |   | Українська назва                                            | Оригінальна назва                                       | Роль                          |
| ---- | - | ----------------------------------------------------------- | ------------------------------------------------------- | ----------------------------- |
| 1976 | ф | Людина з мармуру                                            | Człowiek z marmuru                                      | Агнешка                       |
| 1977 | ф | На срібній планеті                                          | Na srebrnym globie                                      | Аза                           |
| 1978 | ф | Без наркозу                                                 | Bez znieczulenia                                        | Агата                         |
| 1979 | ф | Голем                                                       | Golem                                                   | Розина                        |
| 1979 | ф | Диригент                                                    | Dyrygent                                                | Марта                         |
| 1980 | ф | Війна світів: Наступне сторіччя                             | Wojna światów — następne stulecie                       | жінка Ідема / проститутка Гея |
| 1981 | ф | Мефісто                                                     | Mefisto                                                 | Барбара Брукнер               |
| 1981 | ф | Людина із заліза                                            | Człowiek z żelaza                                       | Агнешка                       |
| 1984 | ф | О-бі, о-ба. Кінець цивілізації                              | O-bi, o-ba. Koniec cywilizacji                          | Гея                           |
| 1986 | ф | Коханці моєї мами                                           | Kochankowie mojej mamy                                  | Кристина                      |
| 1987 | ф | Короткий фільм про вбивство                                 | Krótki film o zabijaniu                                 | Дорота                        |
| 1988 | ф | Декалог II                                                  | Decalog II                                              | Дорота                        |
| 1989 | ф | Володіння                                                   | Stan posiadania                                         | Юлія                          |
| 1995 | ф | Тато                                                        | Tato                                                    | Магда, адвокат                |
| 2000 | ф | Життя як смертельна хвороба, що передається статевим шляхом | Życie jako śmiertelna choroba przenoszona drogą płciową | Анна                          |
| 2003 | ф | Суперпродукція                                              | Superprodukcja                                          | камео                         |
| 2007 | ф | Татарак                                                     | Tatarak                                                 | Марта / акторка               |
| 2011 | ф | Відвертості                                                 | Sponsoring                                              | Анна                          |
| 2013 | ф | Валенса. Людина з надії                                     | Wałęsa. Człowiek z nadziei                              | Агнешка                       |